# Mico rondoni
Mico rondoni és una espècie de primat de la família dels cal·litríquids que viu al sud-oest de la selva amazònica, al Brasil. És endèmic de l'estat de Rondônia i el seu àmbit de distribució està delimitat pels rius Mamoré, Madeira i Ji-Paraná, a més del Parc Nacional de Pacaás Novos. Fou descrit l'any 2010 i el seu nom és un homenatge al cèlebre explorador de l'Amazones Cândido Rondon. Abans de ser descrit com a espècie pròpia, se'l classificava com a subgrup de Mico emiliae.